# Ljepotica i zvijer (1991.)
Ljepotica i zvijer (engl. Beauty and the Beast) jest američki animirani romantično-fantastični mjuzikl koji je producirao studio Walt Disney Animation Studios, i objavio Walt Disney Pictures, u produkciji Dona Hahna i režiji Garyja Trousdalea i Kirka Wisea. Trideseti dugometražni animirani film Disneyja, i treći film iz "Disneyjeve renesanse", zasnovan je na temelju istoimene francuske bajke iz 1756. autorice Jeanne-Marie Leprince de Beaumont (koja je samo spomenuta u zaslugama sinkronizacije na francuskom jeziku), s dodatnim nadahnućem istoimenog francuskog filma iz 1946. u režiji Jeana Cocteaua. Film prati šarmantnu ljepoticu iz malog grada, koja se neočekivano zaljubi u princa pod kletvom zbog koje izgleda kao strašna zvijer. U glavnim ulogama su: Paige O'Hara, Robby Benson, Richard White, Jerry Orbach, David Ogden Stiers, i Angela Lansbury.
Walt Disney je prvobitno pokušao adaptirati Ljepoticu i zvijer u animirani film tijekom 1930-ih i 50-ih, ali nije bije uspješan. Tijekom produkcije filma Tko je smjestio zeki Rogeru? (1988.) je Disney odlučio adaptirati bajku za njihov satelitski studio u Londonu. Richard Purdum nije htio da film bude mjuzikl. Nakon uspjeha Male sirene (1989.), tadašnji predsjednik Disneyja, Jeffrey Katzenberg, nije bio zadovoljan s Purdumovom idejom i odlučio je da bi film bio bolji kao mjuzikl. Redatelji filma, u svom redateljskom debiju, su Gary Trousdale and Kirk Wise, sa scenarijem Linde Woolverton i pričom Rogera Allersa. Tekstopisac Howard Ashman i skladatelj Alan Menken napisali su pjesme filma. Ashman, tekstopisac i izvršni producent, umro je od komplikacija povezanih s AIDS-om, i zato je film posvećen njemu.
Premijera filma bila je na newyorškom filmskom festivalu 29. rujna 1991. (kao nedovršeni film), i u kinima je bio objavljen 13. studenog, premijerno u kinu El Captain. Film je zaradio 331 milijuna dolara na međunarodnim blagajnama s budžetom od 25 milijuna dolara i kritičari su pohvalili romantičnu priču, animaciju (scena u plesnoj dvorani pogotovo je bila hvaljena), likove, i pjesme. Film je osvojio zlatni globus (u kategoriji najbolji film – komedija ili mjuzikl, što ga čini prvim animiranim filmom koji je osvojio ovu nagradu). Također je prvi animirani film ikad koji je bio nominiran za Oscar za najbolji film na 64. dodjeli nagrada. Iako nije osvojio Oscar za najbolji film, osvojio je Oscar za najbolju originalnu glazbu i Oscar za najbolju originalnu pjesmu (koji je osvojio za naslovnu pjesmu). Dodatne nominacije uključuju: Oscar za najbolje miksanje zvuka i najbolju originalnu pjesmu (za pjesme "Belle" i "Naš si gost"). U travnju 1994., postao je prvi animirani film Disneyja koji je bio adaptiran u broadwayski mjuzikl. U Hrvatskoj je film bio objavljen 2010. na DVD-ima, nakon što je Disney ponovno objavio jedno od starijih DVD izdanja filma.
Film je ponovno bio objavljen 2002. u IMAX formatu s pjesmom "Ponovno ljudi" koja traje pet minuta. Pjesma nije bila u originalnoj inačici, ali je bila u mjuziklu. Pjesma je u svakoj objavi hrvatske sinkronizacije (na DVD-ima i na televizijskim emitiranjima). Iste je godine Kongresna knjižnica odabrala film za prezervaciju u Nacionalnom registaru filmova zbog "kulturne, povijesne ili estetske važnosti". Nakon uspjeha reizdanja Kralja lavova u 3D-u, film je ponovno bio objavljen u 3D-u 2012. Igrana adaptacija, u režiji Billa Condona, bila je objavljena 17. ožujka 2017.

## Radnja
Da testira njegovo srce i osjećaje, čarobnica se pretvori u siromašnu staru ženu i ponudi bogatom princu ružu u zamjenu za sklonište u njegovom dvorcu. Kad je princ odbije, čarobnica sazna da je princ sebična srca, i kao kazna ga pretvori u strašnu zvijer, i njegove sluge pretvori u namještaj. Nakon što je princ zamoli da ga poštedi kletve, čarobnica mu dadne magično zrcalo kojim može vidjeti bilo što u svijetu van dvorca. Također mu dadne njenu čarobnu ružu, kojoj će sve latice otpasti do njegovog 21. rođendana, i kad se to dogodi, zauvijek će ostati zvijer. Jedini način da skine urok je da poljubi svoju istinitu ljubav.
Mnogo godina kasnije, Belle, lijepa kćer šašavog izumitelja Mauricea, živi u neimenovanom francuskom gradu. Belle sanja o pustolovini i zabavi u svom životu, i voli knjige više od svega u njenom malom gradu. Svatko u gradu smatra je izopćenicom jer je drugačija od sviju, ali je jedan muškarac zainteresiran za nju: umišljeni lovac Gaston, u kojeg je svaka žena u gradu zaljubljena. Belle ga pokušava izbjeći jer ne želi muškarca, ali je Gaston previše očaran njenom ljepotom da je pusti na miru. Na putu do sajma da pokaže svoj novi izum, Bellin otac Maurice izgubi se u šumi. Maurice pronađe dvorac zvijeri i pokretni namještaj ga prihvati. No, zvijer, čije je pravo ime Princ Adam, nije zadovoljan s tim da je Maurice ušao u dvorac bez njegovog dopuštenja. Mauriceov konj se vrati u selo i obavijesti Belle da joj je otac zarobljen u jezivom dvorcu. Belle prestravljeno krene k dvorcu. Tamo spasi svog oca, i ponudi sebe zvijeri. Zvijer odluči zarobiti Belle, i dopustiti Mauriceu da se vrati doma. Belle nije sretna s činjenicom da je zarobljena bez njenog oca, i zvijeri je žao Belle, no odluči to skrivati od nje.
Kasnije se Belle sprijatelji sa živim namještajem, pogotovo sa svijećom Lumière, satom Din-Donom, i čajnikom Gđom. Kamilicom, kao i s njenim sinom, šalicom Mrvicom. Kroz pjesmu joj dadnu prvu večeru. Belle se odluči malo više prilagoditi životu u dvorcu, i slučajno pronađe začaranu ružu u zabranjenom zapadnom krilu. Zvijer je pronađe i nasilno je potjera iz sobe. Belle pobjegne iz dvorca, gdje je pokušaju napasti vukovi. Zvijer je spasi, ali se jako ozlijedi. Dok mu Belle njeguje ozljede, između njih se razvija odnos, a kako vrijeme prolazi, počinju se zaljubljivati.
U međuvremenu se Maurice vrati u grad i pokuša upozoriti svakoga o zvijeri. Nitko mu ne vjeruje, i Gaston podmiće Monsieur D'Arquea, vlansika ludnice, da smjesti Mauricea u ludnicu, zbog čega bi se Belle morala udati za Gastona. Ali Maurice pobjegne iz grada u potrazi za Belle.
Nakon romantičnog plesa sa zvijeri, Belle iskoristi njegovo čarobno zrcalo da vidi kako joj je tata. Zrcalo pokaže kako Maurice pada u nesvijest zbog hladnoće u šumi. Zvijeri je jako žao Belle, i zato joj dopusti da spasi tatu, i dadne joj zrcalo kao uspomenu. Kad Belle odvede oca doma, Gaston se pojavi s gomilom ljudi. Belle iskoristi zrcalo da im pokaže zvijer i dokaže da Maurice ima pravo. Gaston je ljut zbog ovoga, i zaključa Belle i Mauricea u podrum dok vodi gomilu k zvijeri da ga ubiju. Mrvica, koji je potajno pobjegao s Belle, slomi vrata podruma Mauriceovim izumom, i sad slobodna Belle se vrati u dvorac. Gaston i zvijer se bore, i kad se Belle vrati, pomogne zvijeri da se spasi. Tijekom borbe, Gaston ubode zvijer dok vise s balkona, ali Belle povuće zvijer natrag u dvorac, i Gaston padne na tlo i umre. Zvijer umre u Bellinim rukama prije nego što padne zadnja latica ruže, i Belle prizna koliko ga voli. Ovo razbije prokletstvo i zvijer ponovno postane čovjek. Nakon ovoga se Belle i Adam vjenčaju, i svi predmeti postanu ljudi. Nakon svečanog vjenčanja, Belle i Adam žive sretno uvijek i zauvijek.

## Uloge
Vidi još: Popis likova Disneyjeve franšize Ljepotica i zvijer
- Paige O'Hara: Belle[12] – Bibliofilična žena koja žudi za pustolovinama, i nudi svoju vlastitu slobodu zvijeri da oslobodi svog oca. Scenaristi su htjeli da Belle ne bude svjesna svoje ljepote, i da bude "malo čudna".[13] Kirk Wise dao je ulogu Belle Paige O'Hari jer je imala "jedinstven ton" u kojem je bilo "malo Judy Garland", premo kojoj je lik Belle bio modeliran.[14] James Baxter i Mark Henn radili su kao nadzorni animatori Belle.
- Robby Benson: Zvijer (engl. Beast / Adam)[12] – Mladi princ kojeg čarobnica pretvori u zvijer kao kazna za njegovu arogantnost. Benson je rekao da je u zvijeri "bijes i patnja koju nikad prije nisam morao iskoristiti."[15] Animatori su ga nacrtali sa strukturom glave i rogovima američkog bizona, rukama i tijelom medvjeda, obrvama gorile, čeljusti, zubima i grivom lava, kljovama divlje svinje i nogama i repom vuka. Chris Sanders, jedan od umjetnika za knjige snimanja filma, izradio je nacrte za zvijer i osmislio dizajne zasnovane na pticama, insektima i ribama prije nego što je smislio nešto blizu konačnog dizajna. Glen Keane, nadzorni animator zvijeri, doradio je dizajn odlaskom u zoološki vrt i proučavanjem životinja na kojima je zvijer bila temeljena.[16]
- Richard White: Gaston[12] – Bahati lovac koji je zaljubljen u Belle i ne da nikome da je voli. Njegovom nadzornom animatoru, Andreasu Deji, bilo je teško animirati Gastona ljepše od drugih Disneyjevih zlikovaca. U početku je samo bahat, ali kasnije postane zao, toliko da pokuša ubiti zvijer samo da se Belle uda za njega.[14]
- Jerry Orbach: Lumière[17] – Brižni stanovnik dvorca kojeg je čarobnica pretvorila u sviječu. On želi učiniti dvorac Bellinim domom i zvijer ga smatra savjetnikom. Nik Ranieri je njegov nadzorni animator.
- David Ogden Stiers: Din-don (engl. Cogsworth)[18] – Sat, batler dvorca i Lumièrov prijatelj. Često je zabrinut i želi da sve bude savršeno. Will Finn je njegov nadzorni animator. Stiers također pripovjeda početak filma.
- Angela Lansbury: Gđe. Kamilica (engl. Mrs. Potts)[19] – Čajnik i kuharica koja se ponaša kao Bellina majka. Njeno hrvatsko ime je zapravo bilo jedno od inicijalnih imena za nju tijekom produkcije (engl. Mrs. Chamomile), ali je Ashman htio da se koriste jednostavnija imena za namještaj.[16] David Pruiksma je njen nadzorni animator.
- Bradley Pierce: Mrvica (engl. Chip)[20] – Sin Gđe. Kamilice kojeg je čarobnica pretvorila u šalicu. On spašava Belle i Mauricea na kraju filma. Prvobitno je trebao imati samo jednu rečenicu, ali su filmaši bili impresionirani Pierceovom izvedbom i značajno su proširili ulogu lika, izbjegavajući nijemi lik Glazbene kutije.[16] Pruiksma je također bio njegov nadzorni animator.
- Rex Everhart: Maurice[12] – Izumitelj i otac Belle.
- Jesse Corti: Lefou[12] – Asistent Gastona koji je također magnet za bol. Njegovo ime znači "luđak" na francuskom. Chris Wahl je njegov nadzorni animator.
- Jo Anne Worley: Komoda (engl. Wardrobe)[21] – Ormar i bivša pjevačica opere koja pazi na izgled svakoga. U mjuziklu joj je ime Madame de la Grande Bouche (Gospođa Velikih Usta). Lik komode predstavila je osoba za vizualni razvoj Sue C. Nichols tadašnjoj potpuno muškoj postavi sluga, a izvorno je bila cjelovitiji lik nazvan "Madame Armoire" (Gospođa Ormar). Tony Anselmo je njen nadzorni animator.
- Hal Smith: Philippe[22] – Bellin belgijski konj.
- Mary Kay Bergman i Kath Soucie: Bimbete (engl. Bimbettes)[23] – Tri lijepe djevojke koje žive u gradu i zaljubljene su u Gastona. U mjuziklu im je ime "šašave cure" (engl. Silly Girls).
- Brian Cummings: Štednjak (engl. Stove)[24] – Kuhar dvorca. U Bellinom čarobnom svijetu mu je ime Chef Bouche.
- Alvin Epstein: Knjižničar (engl. Bookseller)[25] – Vlasnik knjižare koju Belle često posječuje.
- Tony Jay: Monsieur D'Arque[26] – Zlobni vlasnik ludnice.
- Alec Murphy: Pekar[27] – Vlasnik pekare u gradu.
- Kimmy Robertson: Peruška (engl. Featherduster)[28] – Peruška, čistaćica i ljubavni interes Lumièra. Ime joj nije spomenuto u filmu, ali je imenovana Babette u mjuziklu, Fifi u Bellinom čarobnom svijetu i Plumette u igranoj inačici.
- Frank Welker: Sultan[29] – Pas zvijeri kojeg je čarobnica pretvorila u hoklicu.

### Hrvatska sinkronizacija
- Renata Sabljak – Belle[30]
- Ivan Glowatzky – Zvijer[30]
- Đani Stipaničev – Gaston
- Zoran Gogić – Lumière
- Pero Juričić – Din-don
- Siniša Popović – Pripovjedač
- Mirela Brekalo – Gđa. Kamilica (dijalog)
- Denis Grabarić – Gđa. Kamilica (vokal)
- Iva Vučković – Mrvica
- Ranko Stojić – Maurice
- Aleksandar Cvjetković – Lefou
- Dora Ruždjak Podolski – Komoda
- Ivana Starčević, Jelena Kuljančić, Iva Jelić – Bimbete
- Ranko Zidarić – Štednjak
- Žarko Potočnjak – Knjižničar
- Božidar Smiljanić – Monsieur D'Arque
- Adalbert Turner – Pekar
- Ivana Bakarić – Peruška

## Pjesme
Snimanje pjesama započelo je u New York Cityju. Pjesme su uglavnom snimane uživo s orkestrom, i članovi glasovne postave nastupali su istovremeno, umjesto da su odvojeno preobrađeni, kako bi pjesmama dali "energiju" sličnu albumu glumačke postave koju su htjeli tekstopisci.
U ranijim inačicama filma su pjesmu "Be Our Guest" ("Naš si gost") predmeti u dvorcu pjevali Mauriceu. Umjetnik priče Bruce Woodside mislio da bi bilo bolje da pjesma bude za Belle, s čime su se složili Kirk i Trousdale. Naslovna pjesma ("Beauty and the Beast / Tale As Old As Time", hrv. "Ljepotica i zvijer") je prvobitno trebala biti rock pjesma, no kasnije je prerađena u romantičnu baladu. Howard Ashman i Alan Menken zamolili su Angelu Lansbury da izvede pjesmu, ali nije mislila da joj je glas dovoljno dobar za melodiju. Menken i Ashman zamolili su je da izvede pjesmu barem jedanput kad su čuli njene sumnje. Također su joj dopustili da je izvede kako je htjela. Lansbury je navodno svakoga u studiju dovela do suza s njenom izvedbom. Pjesma je kasnije osvojila Oscar za najbolju originalnu pjesmu. Pjesma "Human Again" ("Ponovno ljudi") bila je izrezana iz filma, i po prvi put se čula u mjuziklu. Nju su zamijenili s pjesmom "Something There" ("Novi osjećaj"). Dodana je u posebnom reizdanju filma iz 2002., s nekim izmjenama. Oduvijek je bila u hrvatskoj inačici. Originalnu inačicu izvode Jerry Orbach (Lumière), Angela Lansbury (Gđa. Kamilica), David Ogden Stiers (Din-don) i Jo Anne Worley (komoda). Hrvatsku inačicu izvode Zoran Gogić, Denis Grabarić, Pero Juričić i Dora Ruždjak Podolski.
Ashman je umro od komplikacija povezanih s AIDS-om s 40 godina 14. ožujka 1991., osam mjeseci prije izlaska filma. Nikada nije vidio dovršeni film, ali ga je vidio u nedovršenom formatu. Ashmanov rad na Aladinu dovršio je drugi tekstopisac, Tim Rice. Prije Ashmanove smrti, članovi producentskog tima filma posjetili su ga nakon dobro prihvaćene prve projekcije, a Don Hahn komentirao je da bi "film imao veliki uspjeh. Tko bi to pomislio?", Na što je Ashman odgovorio s "Ja bih." Na kraju zasluge uključeno je priznanje tekstopiscu: "Našem prijatelju Howardu koji je dao glas sireni i dušu zvijeri. Bit ćemo zauvijek zahvalni. Howard Ashman: 1950. – 1991."
Preko zasluge se čuje pop-inačica naslovne pjesme, koju izvode Céline Dion i Peabo Bryson. Pjesma je bila objavljena kao reklamni singl sa soundtrackom filma uz glazbeni spot. Pop-inačica pjesma postala je veliki uspjeh. Na ljestvici Billboard Hot 100 je pjesma bila 9. mjesto, što je čini drugim singlom Céline Dion koji je bio među 10 najpopularnijih pjesama na ljestvici. Na ljestvici Adult Contemporary je pjesma bila 3. mjesto. U Kanadi je pjesma bila drugo mjesto na glazbenim ljestvicama. Međunarodno je prodala više od milijun primjeraka. Pjesma je bila nominirana za dva Grammyja, i Dion i Bryson osvojili su Grammy za najbolju pop izvedbu dua/grupe.
| Originalno ime pjesme                        | Hrvatsko ime pjesme  | Lik(ovi)                                            | Izvođači                                                                                 | Izvođači                                                                          |
| Originalno ime pjesme                        | Hrvatsko ime pjesme  | Lik(ovi)                                            | Engleski                                                                                 | Hrvatski                                                                          |
| -------------------------------------------- | -------------------- | --------------------------------------------------- | ---------------------------------------------------------------------------------------- | --------------------------------------------------------------------------------- |
| "Belle"                                      | "Belle"              | Belle, Gaston, ljudi u gradu                        | Paige O'Hara, Richard White, ansambl                                                     | Renata Sabljak, Đani Stipaničev, ansambl                                          |
| "Gaston"                                     | "Gaston"             | Lefou, Gaston, ljudi u gradu                        | Jesse Corti, Richard White, ansambl                                                      | Aleksandar Cvjetković, Đani Stipaničev, ansambl                                   |
| "Be Our Guest"                               | "Naš si gost"        | Lumière, Gđa. Kamilica, namještaj                   | Jerry Orbach, Angela Lansbury, ansambl                                                   | Zoran Gogić, Denis Grabarić, ansambl                                              |
| "Something There"                            | "Novi osjećaj"       | Belle i Zvijer uz Lumièra, Gđu. Kamilicu i Din-dona | Paige O'Hara i Robby Benson, uz Jerryja Orbacha, Angelu Lansbury i Davida Ogdena Stiersa | Renata Sabljak i Ivan Glowatzky, uz Zorana Gogića, Denis Grabarić i Peru Juričića |
| "Tale As Old As Time / Beauty and the Beast" | "Ljepotica i zvijer" | Gđa. Kamilica                                       | Angela Lansbury                                                                          | Denis Grabarić                                                                    |
| "The Mob Song"                               | "Ubij zvijer"        | Gaston i ljudi u gradu                              | Richard White, ansambl                                                                   | Đani Stipaničev, ansambl                                                          |

## Razvoj

### Ranije inačice
Nakon uspjeha Snjeguljice i sedam patuljaka (1937.), Walt Disney je htio napraviti još adaptacija klasičnih priča. Ljepotica i zvijer bila je jedna od priča koje je htio adaptirati. Tijekom 1930-ih i 1950-ih je počeo rad na filmu, ali se produkcijska ekipa predala jer je "rad na filmu bio velik izazov". Peter M. Nichols misli da je Walta možda obeshrabrio istoimeni francuski film iz 1946. Jeana Cocteua.
Mnogo godina kasnije, tijekom produkcije filma Tko je smjestio zeki Rogeru?, Disney je dao svom animacijskom studiju u Londonu njihovu ideju za adaptaciju Ljepotice i zvijeri. Studio je ponudio Richardu Williamsu, redatelju animiranih dijelova Zeke Rogera, poziciju redatelja, ali je odbio ponudu da nastavi rad na filmu The Thief and the Cobbler. Williams je preporučio studiju svog kolegu Richarda Purduma, i on je postao režiser filma. Rad na filmu je započeo pod produkcijom Dona Hahna, i film u početku nije bio mjuzikl, te je bio smješten u Francuskoj tijekom 19. stolječa. Linda Woolverton napisala je prvobitni scenarij, i radila je sa scenaristima da dorade film.

### Prerada scenarija i stvaranje glazbe
Jeffrey Katzenberg, tadašnji predsjednik Disneyja, naredio je da se rad na filmu prekine i krene ispočetka nakon što je vidio originalne knjige snimanja. Katzenberg je kasnije zaposlio redatelje Kirka Wisea i Garyja Trousdalea. Inicijalno je htio zaposliti Johna Muskera i Rona Clementsa, ali su ga odbili jer su bili "umorni" nakon rada na Disneyjevoj Maloj sireni (1989.). Wise i Trousdale režirali su Cranium Command, kratki film za istoimenu atrakciju u Disneyjevom parku EPCOT. Purdum je prvobitno htio da film ne bude mjuzikl, s čime se Katzenberg nije složio. Zato je zaposlio tekstopisce Howarda Ashmana i Alana Menkena, koji su također bili tekstopisci za Malu sirenu. Ashman, koji je u to vrijeme saznao da umire od komplikacija od AIDS-a, radio je na Aladinu, i nesigurno se pridružio produkcijskom timu. Kako bi se prilagodilo Ashmanovom narušenom zdravlju, pretprodukcija Ljepotice i zvijeri preseljena je iz Londona u Residence Inn u Fishkillu (New York), blizu Ashmanove kuće u New Yorku. Ovdje su se Ashman i Menken pridružili Wiseu, Trousdaleu, Hahnu i Woolvertonu u prerađivanju scenarija.
Originalna je priča imala samo dva glavna lika, i zato ih je ekipa poboljšala, dodala nove likove, kao i "pravog" antagonista, Gastona. Nove ideje slične su dijelovima francuskog filma o bajci iz 1946. Kao npr., u filmu se pojavljuje primitivni udvarač koji je sličan Gastonu, i živi namještaj u dvorcu zvijeri. Pokretni predmeti imali su osobine u Disneyjevoj inačici koje su ih činile prepoznatljivim, za razliku od francuskog filma. Katzenberg je odobrio prerađenu inačicu tijekom 1990., i započeo je rad na novoj knjizi snimanja. Umjetnici priče letjeli su od Kalifornije do New Yorka da im Ashman odobri knjige snimanja, no nije im bilo objašnjeno zašto.

### Biranje uloga i snimanje
Disney je prvobitno htio da Jodi Benson, koja je dala glas Arieli u Maloj sireni, dadne glas Belle. Eventualno su odlučili dati ulogu broadwayskoj glumici i pjevačici Paige O'Hari, jer su htjeli junakinju koja je "zvučala više kao žena nego djevojčica". Kirk Wise je rekao da je O'Hara dobila ulogu jer je imala "jedinstvenu kvalitetu, ton koji bi pogodila koji ju je učinio posebnom", sličan američkoj glumici i pjevačici Judy Garland. O'Hara je otišla na audiciju nakon što je pročitala članak o filmu u novinama The New York Times. Za ulogu se natjecala protiv 500 glumica. Također vjeruje da joj je pomogla izvedba u soundtracku mjuzikla Show Boat. Laurence Fishburne, Val Kilmer i Mandy Patinkin bili su mogući glasovi za zvijer, ali je ulogu dobio Robby Benson. John Cleese je trebao dati glas Din-donu, ali je odbio ulogu jer je već bio odabran da daje glas u Universal Studiosovom filmu Američka priča 2: Miš na Divljem Zapadu. Ulogu je kasnije dobio David Ogden Stiers. Julie Andrews je trebala posuditi glas Gđi. Kamilici, ali je Angela Lansbury kasnije dobila ulogu.

### Animacija
Proizvodnja Ljepotice i zvijeri trebala je biti završena komprimiranim vremenskim okvirom od dvije godine, umjesto tradicionalnog četverogodišnjeg trajanja proizvodnje; to je bilo zbog gubitka produkcijskog vremena provedenog u razvoju ranije inačice filma Purduma. Većina produkcije rađena je u glavnom studiju, smještenom u pogonu Air Way u Glendaleu (Kalifornija). Manji tim u tematskom parku Disney's Hollywood Studios u Lake Buena Vista (Florida) pomagao je kalifornijskom timu u nekoliko scena, posebno na pjesmi "Naš si gost".
Ljepotica i zvijer bio je drugi film, nakon Spasitelja u Australiji, produciran uz pomoć CAPS-a, digitalnog sustava za skeniranje, tintu, boju i sastavljanje softvera i hardvera koji je za Disney razvio Pixar. Softver je omogućio širi spektar boja, kao i nježno sjenčanje i efekte linija u boji za likove, tehnike izgubljene kad je Disneyjev studio napuštao ručno mastilo za kserografiju početkom 1960-ih. CAPS/tinta i boja također su omogućili produkcijskoj ekipi da simulira multiplane efekte: postavljanje likova i/ili pozadina na zasebne slojeve i njihovo pomicanje prema/od kamere na osi z kako bi se stvorila iluzija dubine, kao i mijenjanje fokusa svakog sloja.
Uz program je također bilo lakše kombinirati tradicionalnu animaciju i računalnu animaciju. Slavna scena u plesnoj dvorani kombinira CGI (računalno stvorenu sliku) i tradicionalnu animaciju. Pozadina je račualno animirana, dok su Belle i zvijer animirani tradicionalno. Dok plešu kroz dvoranu, kamera se miče oko njih i stvara iluziju kamere na kolicima. Scena u plesnoj dvorani je jedina scena u filmu koja koristi računalnu animaciju. Animatori su htjeli da cijeli film bude animiran tradicionalno, ali su odlučili da bi mogli koristiti CGI u jednoj sceni kad se tehnologija poboljšala. Prije toga, CGI okruženja prvo su se ispisivala kao žičani okviri, ali ovo je prvi put da je Disney koristio 3D prikaz. Uspjeh sekvence plesne dvorane pomogao je uvjeriti rukovoditelje studija da dalje ulažu u računalnu animaciju. Tehnološki hardver koji je korišten za CGI bio je SGI, a softver koji je korišten je Pixarov RenderMan.
Završni ples Princeze Aurore i Princa Phillipa iz Trnoružice bio je ponovno iskorišten u ovom filmu tijekom završnog plesa Princeze Belle i Princa. Prema Trousdaleu, to je učinjeno jer se produkcija filma približavala krajnjem roku, a to je bio najlakši način za izvođenje te scene.

## Objava

### Veliko platno
Nedovršena inačica filma bila je prikazana na newyorškom filmsom festivalu 29. rujna 1991. Ovo označava prvi put da se Disneyjev film prikazao na festivalu. Oko 70% animacije je bilo dovršeno. Skice iz knjige snimanja i crteži su bili iskorišteni da popune nedovršenih 30% filma. Uz to, određeni segmenti filma koji su već bili dovršeni vraćeni su u prethodne faze dovršenja. Na kraju projekcije, publika na festivalu dala je film pljesak od deset minuta. Dovršeni film bio je prikazan na 45. filmskom festivalu u Cannesu. Film je 13. studenog 1991. stigao u kina, i prvobitno je bio prikazan u kinu El Captain. Nakon premijere je film bio ograničeno objavljen, te je šire objavljen 22. studenog.

### Ponovna izdanja
Restaurirana i prerađena inačica filma bila je objavljena u kinima 2002. u IMAX formatu s poboljšanom animacijom i novom pjesmom imena "Ponovno ljudi". Inačica filma s tekstom pjesama objavljena je 29. rujna i 2. listopada 2010. u kinima. Prije nego što je film bio prikazan, Jordin Sparks je pokazala publici novi restaurirani film i pretpregled njenog spota Beauty and the Beast. Producent Don Hahn komentirao je na film tijekom prikazivanja, i na premijeri je bilo prikazano kako je film bio napravljen uz intervjue s postavom. Inačica filma Disney Digital 3D-u trebala je biti objavljena u kinima 12. veljače 2010., ali je projekt bio odgođen. Dana 25. kolovoza 2011. je Disney najavio objavu filma u kinu El Captain u 3D-u. Film bi se prikazivao od 2. do 15. rujna 2011. Disney je potrošio manje od 10 milijuna USD na 3D pretvorbi filma. Nakon uspješnog reizdanja Kralja lavova u 3D-u, Disney je najavio reizdanje Ljepotice i zvijeri u 3D-u, koje se samo prikazivalo u Sjevernoj Americi od 13. siječnja 2012.

## Drugi mediji

### Kućni mediji
U SAD-u u Kanadi je izdavač kućnih medija Buena Vista Home Entertainment (tada zvan Walt Disney Home Video) objavio je film na VHS i LD formatima 30. listopada 1992. kao dio serije Walt Disney Classics. Prestao se prodavati 30. travnja 1993., i nije bio u kolekciji Walt Disney Masterpiece Collection. U ovoj inačici su maknute lubanje koje se pojavljuju u Gastonovim očima dok pada s balkona. Na VHS-u je također bila objavljena nedovršena inačica s newyorškog filmskog festivala dok nije bila objavljena dovršena kino-inačica. Nedovršena inačica bila je maknuta da video-pirati ne bi mogli napraviti kopija LaserDisca (bez zaštite autorskih prava) i prodavati ih međunarodno, iako film još nije bio međunarodno objavljen na kućnim medijima. U drugim je državama film bio objavljen 1993. i prodano je više od 8,5 primjeraka.
Beauty and the Beast: Special Edition, poboljšana inačica u IMAX formatu, bila je objavljena na DVD-ima i VHS-ima u "Platinastom izdanju" 8. listopada 2002. Uz IMAX inačicu, na DVD-u je originalna kino-inačica i nedovršena inačica s newyorškog filmskog festivala. Ova je inačica bila dodana u "Disneyjev svod" (Disney Vault) siječnja 2003., uz nastavke Božićna čarolija i Bellin čarobni svijet. U Ujedinjenom Kraljevstvu je DVD bio objavljen 2. studenog 2002., dok je međuanrodno objavljen tijekom jeseni te godine kao "posebni DVD s ograničenom objavom".
Disney je ponovno objavio film 5. listopada 2010. u "dijamantnom izdanju" na Blu-ray u DVD formatu s tri diska. Ovo je prva objava filma u HD-u. U ovoj inačici su originalna kino-inačica, produžena inačica, inačica s newyorškog filmskog festivala, i nova inačica koja, u obliku slike u slici, prikazuje knjige snimanja kraj dovršene animirane inačice. Nakon prvog tjedna je prodano više od 1,1 milijuna primjeraka Blu-raya, i završio na trećem mjestu na ljestvicama prodaja DVD-a i Blu-rayeva tjedna koji je završio 10. listopada 2010. Drugi je najprodavaniji Blu-ray 2010. iza Avatara. DVD Inačica s dva diska bila je objavljena 23. studenog 2010. Lokalizirana inačica ovog DVD-a je bila objavljena u Hrvatskoj i Bosni i Hercegovini. Prije ovog DVD-a nije postojala hrvatska sinkronizacija.

### Videoigre
Mnoge su videoigre o filmu bile objavljene. Prva videoigra o filmu objavljena je u Sjevernoj Americi 1993. s naslovom Beauty and the Beast: Belle's Quest. Razvila ju je tvrtka Software Creations za konzolu Sega Mega Drive (odnosno Sega Genesis). Videoigru je objavio japanski izdavač videoigara Sunsoft, i također su objavili igrin nastavak, Roar of the Beast. Igrač kontrolira Belle uz pomoć Gastona. Belle mora skiniti čini sa zvijeri i s njim živjeti zauvijek sretno i veselo. U videoigri, igrač putuje kroz selo, šumu i dvorac rješavajući zagonetke i igrajući mini-igrice dok se bori s napastima. Igra se sastoji od 7 nivoa. Bellinu energiju predstavlja hrpa plavih knjiga u kutu. Igrač će izgubiti život i krenuti ispočetka ako Belle izgubi svu energiju, što se dogodi kad ponestane knjiga. Jedna je knjiga oduzeta svaki put kad Belle napadne šišmiš, štakor, ili druge prepreke. Dodatni životi, ključevi i drugi predmeti su skriveni u nivoima. Iako je nemoguće sačuvati svoj napredak ili nastaviti nakon što igrač izgubi sve živote (što je moguće u mnogim videoigrama danas), igrač može unijeti šifru s kojom može odabrati bilo koji nivo u igri.
Druga je videoigra, Roar of the Beast, side-scroller za Sega Mega Drive. U ovoj se videoigri kontrolira zvijer, i on mora spasiti Belle od Gastona dok štiti dvorac od rulje i divljih životinja u šumi. Nivoi su temeljeni na scenama iz filma.
Godine 1994. izašle su dvije videoigre o filmu istog imena. Obje je razvio Probe Software i objavio Hudson Soft. Prva je bila objavljena na konzoli NES, a druga na SNES-u. Igrač kontrolira zvijer, i mora natjerati Belle da se zaljubi u njega da skine kletvu. Posljednji je boss Gaston.
Peta videoigra zove se Disney's Beauty and the Beast: A Boardgame Adventure za Game Boy Color. Digitalna je igra na ploči koja je bila objavljena 25. listopada 1999.
U serijalu Kingdom Hearts se pojavljuje svijet temeljen na filmu, imena "Beast's Castle". Također se pojavljuje mnogo likova iz filma. U prvoj videoigri serijala je svijet uništen i Belle otmu bića imena Heartless, koji su pod kontrolom Zlurade. Zvijer uspije spasiti Belle i druge otete princeze kada, uz pomoć Sore, krene do Zluradine tvrđave. U drugoj je igri njihov svijet spašen, ali tajanstveni Xaldin iz grupe Organization XIII pokušava pretvoriti zvijer u Heartlessa i Nobodyja. Ali, kad se zvijer vrati u normalu, zauvijek porazi Xaldina uz pomoć Sore. Zvijer postane princ na kraju igre. U videoigri Kingdom Hearts: 358/2 Days se svijet pojavljuje, ali ga nije potrebno posjetiti da se igra dovrši. U igri Kingdom Hearts χ je svijet halucinacija koja prati radnju filma. U serijalu se pojavljuju Belle, zvijer, Lumière, Gaston, Din-don, Gđa. Kamilica, Mrvica i komoda. Gaston je poražen u prvoj igri i zvijer postane princ. U drugoj je igri glavni antagonist Xaldin, i sličan je Forteu, glavnom antagonistu filma Ljepotica i zvijer: Božićna čarolija.

## Prijem

### Zarada na blagajnama
Tijekom inicijalne objave je film zaradio 145,9 milijuna USD u Sjevernoj Americi i 331,9 milijuna USD međunarodno. Bio je treći najuspješniji film iz 1991. u Sjevernoj Americi iza ljetnih blockbustera Terminator 2: Sudnji dan i Robin Hood: Princ lopova. Također je bio najuspješniji animirani film Disneyja, kao i prvi koji je zaradio više od 100 milijuna USD u SAD-u i Kanadi tijekom inicijalne kino-distribucije. IMAX reizdanje zaradilo je 31 milijuna USD međunarodno (25,5 milijuna u Sjevernoj Americi i 5,5 milijuna na drugim područjima). Reizdanje u 3D-u je zaradilo 9,8 milijuna USD međunarodno. Tijekom prvog vikenda prikazivanja 3D reizdanja u Sjevernoj Americi je film zaradio 17,8 milijuna USD, i bio je 2. mjesto na blagajnama iza igranog filma Krijumčari. U siječnju je prvi vikend prikazivanja postao najuspješniji prvi vikend prikazivanja animiranog filma. Do 3. svibnja 2012., kraja prikazivanja, je film zaradio 47,6 milijuna USD, što je ukupnu zaradu filma u Sjevernoj Americi dovelo do 219 milijuna dolara. Zaradilo je oko 206 milijuna USD na drugim područjima, za međunarodnu zaradu od 425 milijuna USD. Bio je film u s najvećom zaradom u Italiji, s više od 39 milijardi lira.

### Prijem kritičara
Ljepoticu i zvijer su kritičari i gledatelji pohvalili zbog animacije, scenarija, likova, glazbe, pjesama, i izvedbe glasovnih glumaca. Mnogi ga smatraju boljim od nastavaka i igrane adaptacije. Na Metacriticu, film ima ocjenu 95/100, što ukazuje na "skoro jednoglasno priznanje". CinemaScore, američko poduzeće za proučavanje marketinga, održalo je anketu na koju su odgovorili gledatelji filma. Gledatelji su dali filmu odličnu ocjenu "A+". Proglađen je jednim od najpohvaljenijih filmova Disneyja. Godine 2010. je IGN proglasio Ljepoticu i zvijer najboljim animiranim filmom ikad. Web-stranica za prikupljanje recenzija Rotten Tomatoes daje filmu ocjenu odobrenja od 94% na temelju recenzija 118 kritičara, s prosječnom ocjenom 8,53/10. Kritični konsenzus web stranice glasi:
Očaravajući, nevjerojatno romantičan i s mnogo prekrasnih glazbenih brojeva, Ljepotica i zvijer jedna je od Disneyjevih najelegantnijih animiranih filmova.
Janet Maslin, u recenziji za novine The New York Times, pohvalila je film rekavši:
Prije dvije godine je Walt Disney Pictures iznova izmislio animirani film, ne samo ugađajući djeci, već i starijoj, pametnijoj publci. Disney je uistinu premostio generacijski jaz s Malom sirenom... Sada je grom definitivno dva puta pogodio s Ljepoticom i zvijeri.
James Berardinelli, u recenziji za ReelViews, proglasio je Ljepoticu i zvijer "najboljim animiranim filmom ikad" i "gotovo savršenom kombinacijom romantike, glazbe, izuma i animacije". Hal Hinson, u recenziji za novine The Washington Post, pohvalio je film rekavši:
Očaravajuće zadovoljavajuća moderna basna, gotovo remek-djelo koje se oslanja na uzvišene tradicije prošlosti, a istovremeno ostaje potpuno sinkronizirano sa senzibilitetom svog vremena.
Gene Siskel, u recenziji za novine The Chicago Tribune, dao je filmu četiri zvijezde od mogućih 4, rekavši da je "Ljepotica i zvijer jedan od najzabavnijih filmova za djecu i odrasle ove godine". Dave Kehr, također u recenziji za novine Chicago Tribune, bio je malo stroži prema filmu. Dao mi je tri zvijezde od mogućih pet, rekavši:
Ljepotica i zvijer zasigurno je prikladna praznična zabava za djecu i njihove popustljivije roditelje ... No, film ima malo tehničke opreme, živopisne karakterizacije i emocionalnog utjecaja Disneyjeve prošlosti.

### Nagrade i nominacije
Alanu Menkenu i Howardu Ashmanu je Oscar za najbolju originalnu pjesmu bio dodjeljen zbog naslovne pjesme. Menkenova je glazba osvojila Oscar za najbolju originalnu glazbu. Pjesme "Belle" i "Naš si gost" su bile nominirane za Oscar za najbolju originalnu pjesmu. Ljepotica i zvijer prvi je film s tri nominacije za Oscar za najbolju originalnu pjesmu, a nakon njega su stigli Kralj lavova (1994.), Komadi iz snova (2006.) i Začarana (2007.). Film je također bio nominiran za Oscare za najbolji film i najbolje miksanje zvuka. Prvi je ikad animirani film koji je bio nominiran za Oscar za najbolji film, i ostalo je tako do 2009. kad je dodano još 5 mogućih mjesta za nominacije. Nagradu je osvojio film Kad jaganjci utihnu. Postao je prvi mjuzikl nakon dvanaest godina koji je nominiran za Oscar za najbolji film godine, slijedeći Sav taj Jazz (1979.), i posljednji koji je nominiran do filma Moulin Rouge! (2001.), deset godina kasnije. Sa šest nominacija, film trenutno dijeli rekord za najviše nominacija za animirani film s WALL-E-jem (2008), iako se, s tri nominacije u kategoriji Najbolja originalna pjesma, nominacije za Ljepoticu i zvijer prostiru na samo četiri kategorije, dok nominacije WALL -E-ja obuhvaćaju šest pojedinačnih kategorija.
Mala sirena prvi je animirani film koji je bio nominiran za Zlatni globus za glazbeni ili humoristični film, ali je Ljepotica i zvijer prvi animirani film koji je osvojio tu nagradu. Film je također osvojio Zlatni globus za najbolju originalnu glazbu i najbolju originalnu pjesmu (naslovna pjesma). Pjesma "Naš si gost" bila je nominirana za drugu nagradu.
Film je bio nominiran za nagradu CFCA za najbolji film, i nagradu DFWFCA za najbolji film. Također je osvojio nagradu DFWFCA za najbolji animirani film. Film je bio nominiran za tri Grammyja (album godine, glazbeni zapis godine (pop-inačica naslovne pjesme) i pjesma godine (naslovna pjesma)) i osvojio pet (najbolji album za djecu, najbolja pop izvedba dua/grupe, najbolji glazbeni zapis za vizualni medij, najbolja pjesma napisana za vizualni medij, najbolja pop instrumentalna izvedba (obje za naslovnu pjesmu)). Također je osvojio nagradu LAFCA za najbolji animirani film i nagradu PGA za najbolji dugometražni kino-film.

## Adaptacije

### Čarobna priča o Ljepotici i zvijeri
Inačica Disneylanda u Tokiju uvela je atrakciju temeljena na filmu imena Čarobna priča o Ljepotici i zvijeri (jap. 美女と野獣 “魔法のものがたり”, presl. Bidžotojadžu “maho no monogatari”) 28. rujna 2020.

## Franšiza

### Nastavci
Nakon uspjeha ovog filma su izašla tri dugometražna nastavka, svi objavljeni na formatima kućnog videa: Božićna čarolija (1997.), Bellin čarobni svijet (1998.), i Belle's Tales of Friendship (1999.). Radnja svih filmova se odvija tijekom prvog. Nakon filmova je izašla spin-off serija, Sing Me a Story with Belle.

### Roba
Roba Ljepotice i zvijeri pokriva širok spektar proizvoda, među njima su i slikovnice koje prate priču filma, strip temeljen na filmu koji je objavio Disney Comics, igračke, dječji kostimi i drugi predmeti. Osim toga, lik Belle integriran je u franšizu "Disneyjeva princeza" u Disneyjevom odjelu za potrošačke proizvode i pojavljuje se na proizvodima povezanim s tom franšizom. Franšize je također popularna u hrvatskom, s nogim pričama i slikovnicama. Godine 1992. je u Disney na ledu uvedena inačica filma na ledu. Bila je jako uspješna, i produkcija joj je završila 2006.

## Vanjske poveznice
- Ljepotica i zvijer na Rotten Tomatoes